# Chabab Riadhi Baladiat Témouchent
Le Chabab Riadhi Baladiat Témouchent (Basket-ball) est un club de basket-ball algérien. C'est l'une des nombreuses équipes de basket-ball algérienne.
Le CRB Témouchent ou tout simplement CRBT représente la wilaya de Aïn Témouchent. Le club évolue en super division, soit l'élite du championnat d'Algérie.

## Histoire
Le CRB Témouchent basketball est créé en 1962. Il a participé au 1er championnat d'Algérie de basket-ball aux côtés de l'Asmoran qui a été sacré au 1er championnat d'Algérie de basketball, saison ; 1962-1963.